# Zarkava
Zarkava (2005- ) est un cheval de course qui participe aux courses hippiques de plat. Née en Irlande, propriété de l'Aga Khan, elle est entraînée par Alain de Royer-Dupré et montée par Christophe Soumillon. Invaincue, lauréate du Prix de l'Arc de Triomphe 2008, elle est l'une des plus grandes championnes de l'histoire des courses.  

## Carrière de courses
À l'automne 2007, quand Zarkava se présente au départ du Prix Marcel Boussac, le championnat des pouliches de 2 ans, elle n'a qu'une course dans les jambes, concrétisée par une victoire facile. Son accélération dans la ligne droite de Longchamp fait merveille et révèle le potentiel de cette fille de Zamindar, qui rejoint Proviso (2e du Fillies Mile) et surtout Natagora (Cheveley Park Stakes) en tête d'une génération de 2 ans françaises particulièrement brillante. Elle échoue de peu pour le titre de meilleure pouliche de 2 ans en Europe, qui revient à Natagora, malgré un rating supérieur (119 contre 118).
De retour à 3 ans, Zarkava effectue une rentrée victorieuse dans le Prix de la Grotte, épreuve préparatoire à la Poule d'Essai des Pouliches, qu'elle remporte quelques semaines plus tard, record de la course à la clé, devant Goldikova, appelée à devenir la reine du mile. Le chemin du Prix de Diane s'ouvre à elle, et la perspective d'affronter pour la première fois sa rivale au titre de numéro 1, Natagora, qui entre-temps s'en est allée quérir les lauriers des 1000 Guinées. Mais l'entourage de cette dernière, plutôt que de relever le gant, opte pour un autre challenge tout aussi palpitant en allant défier les mâles dans le Prix du Jockey Club, qu'aucune pouliche n'a remporté depuis 1917. La voie est libre pour Zarkava, qui n'a pas d'adversaire à sa hauteur (sinon Goldikova, mais sur une distance excédant ses aptitudes) dans le Prix de Diane, où elle s'impose facilement, par trois longueurs, demeurant ainsi invaincue en cinq courses. Parée des éloges de son propriétaire, l'Aga Khan, qui, bien qu'ayant eu dans ses écuries une multitude de championnes déclare qu'il s'agit de « la meilleure pouliche qu'il ait jamais eue », Zarkava se pose en prétendante au Prix de l'Arc de Triomphe. À cette fin, elle fait sa rentrée dans le Prix Vermeille, un test puisqu'il s'agit de sa première sortie sur la distance reine des 2.400 m. Après un départ complètement raté, qui la place à la traine plusieurs longueurs derrière le peloton, elle vient pleine piste dans la ligne droite pour terrasser ses rivales, signant une victoire d'anthologie tout en égalant le record de la course.
Titulaire de la triple couronne des pouliches (Poule d'Essai-Prix de Diane-Prix Vermeille), une première depuis Allez France, Zarkava se présente au départ du Prix de l'Arc de Triomphe avec le statut de grandissime favorite. Le premier dimanche d'octobre 2008, on lui oppose quinze adversaires, parmi lesquels se détachent l'Irlandais Duke of Marmalade (invaincu cette année en cinq groupes 1), l'Anglais Youmzain (2e l'an passé) et le meilleur 3 ans français, invaincu lui aussi, Vision d'État (Prix du Jockey-Club, Prix Niel). À moins de 300 mètres de l'arrivée, la pouliche déboîte et prend l'avantage en quelques foulées. Elle s'impose de deux longueurs devant Youmzain, Soldier of Fortune et l'Allemand It's Gino restant ex æquo pour la troisième place devant Vision d'État, Duke of Marmalade terminant septième. Cette victoire de Zarkava est la première d'une pouliche de trois ans dans « l'Arc » depuis celle de Akiyda en 1982. Elle devient aussi la troisième pouliche après Pearl Cap en 1931 et Nikellora à ajouter l'Arc à la triple couronne des pouliches. Sa saison sensationnelle lui assure le titre de pouliche de 3 ans de l'année en Europe et surtout celui de cheval de l'année en Europe.

### Résumé de carrière
| Date         | Hippodrome  | Pays        | Course                      | Statut      | Distance    | Jockey       | Place       | Écart       | Deuxième        | Temps       |
| 2007, 2 ans  | 2007, 2 ans | 2007, 2 ans | 2007, 2 ans                 | 2007, 2 ans | 2007, 2 ans | 2007, 2 ans  | 2007, 2 ans | 2007, 2 ans | 2007, 2 ans     | 2007, 2 ans |
| ------------ | ----------- | ----------- | --------------------------- | ----------- | ----------- | ------------ | ----------- | ----------- | --------------- | ----------- |
| 9 septembre  | Longchamp   | France      | Prix de la Cascade          | Maiden      | 1 600 m     | C. Soumillon | 1er / 9     | 2           | Truly Belle     | 1'42"60     |
| 7 octobre    | Longchamp   | France      | Prix Marcel Boussac         | Gr. 1       | 1 600 m     | C. Soumillon | 1er / 10    | 2 ½         | Conference Call | 1'37"00     |
| 2008, 3 ans  |             |             |                             |             |             |              |             |             |                 |             |
| 13 avril     | Longchamp   | France      | Prix de la Grotte           | Gr. 3       | 1 600 m     | C. Soumillon | 1er / 7     | 2 ½         | Conference Call | 1'44"70     |
| 11 mai       | Longchamp   | France      | Poule d'Essai des Pouliches | Gr. 1       | 1 600 m     | C. Soumillon | 1er / 14    | 2           | Goldikova       | 1'35"20     |
| 8 juin       | Chantilly   | France      | Prix de Diane               | Gr. 1       | 2 100 m     | C. Soumillon | 1er / 13    | 3           | Gagnoa          | 2'07"10     |
| 14 septembre | Longchamp   | France      | Prix Vermeille              | Gr. 1       | 2 400 m     | C. Soumillon | 1er / 12    | 2           | Dar Re Mi       | 2'26"00     |
| 5 octobre    | Longchamp   | France      | Prix de l'Arc de Triomphe   | Gr. 1       | 2 400 m     | C. Soumillon | 1er / 16    | 2           | Youmzain        | 2'28"80     |

## Au haras
Zarkava rejoint l'un des haras de l'Aga Khan où elle s'avère une excellente poulinière, puisqu'elle est mère de : 
- 2010 : Zerkaza (f, Dalakhani)[1] : inédite, mère de :
  - Zereyk (Sea The Stars) : Sellwood Stakes (Gr.3, AUS)
  - Zeroua (Siyouni), mère de :
    - Zavateri (Without Parole) : July Stakes (Gr.2)
- 2011 : Zarkash (m, Sea The Stars[2]), mort à la suite d'un accident survenu pendant l'entraînement[3].
- 2012 : Zarkar (m, Galileo), inédit, devenu étalon en Argentine[4], mort à la suite d'un accident de paddock.
- 2013 : Zarak (m, Dubawi[5]) : Grand Prix de Saint-Cloud, Dubai Millenium Stakes (Gr.3). 2e Prix du Jockey Club, Prix Ganay, Prix Guillaume d'Ornano. 3e Prix Dollar. 4e Prix du Moulin de Longchamp, Dubaï Turf. 5e Poule d'Essai des Poulains. Étalon.
- 2014 : Zarmitan (h, Redoute's Choice) : reconverti cheval de dressage à la suite d'une blessure survenue à l'entraînement.
- 2015 : Zarkamiya (f, Frankel) : 3e Prix Vermeille, Prix Minerve (Gr.3). Mère de :
  - Zarigana (Siyouni) : Poule d'Essai des Pouliches, Prix d'Aumale (Gr.3), 2e Prix Marcel Boussac, Coronation Stakes.
- 2016 : Zarkallani (h, Invincible Spirit) : participant sans succès du Prix du Jockey-Club.
- 2017 : Zaykava (f, Siyouni) : 5e Prix de Flore (Gr.3).
- 2018 : Zaskar (m, Sea The Stars)
- 2019 : Zarka (f, Dubawi)
- 2020 : Zarkala (f, Frankel)
- 2021 : Zarouk (m, Siyouni)
- 2024 : N. (f, Siyouni)

En octobre 2024, Zarkava est libérée de ses devoirs de poulinière, et poursuit ses jours au haras.

## Origines
Zarkava est issue de Zamindar, 2e du Prix Morny et frère du crack Zafonic (champion européen à 2 ans). Après des débuts modestes, Zamindar a su donner plusieurs pouliches de grande valeur, notamment pour l'Aga Khan : deux lauréates de la Poule d'Essai des Pouliches, Zenda et Darjina (championne, gagnante également du Prix d'Astarté et du Prix du Moulin de Longchamp), ainsi que Coquerelle (Prix Saint-Alary) et Timepiece (Falmouth Stakes). 
Côté maternel, Zarkava se réclame d'un papier Aga Khan remontant neuf générations jusqu'à Mumtaz Mahal (The Tetrarch), l'une des premières pouliches acquises par l'Aga Khan III, et qui allait s'avérer, outre une véritable championne (2 ans de l'année 1923 en Angleterre, et championne des sprinters), une pierre angulaire de son élevage. La lignée passe par la grande championne Petite Étoile (1000 Guinées, Oaks, Champion Stakes, Coronation Cup, Sussex Stakes...), et jusqu'à Zarkava, c'est presque un siècle d'élevage qui est raconté.  Zarkasha, la mère de Zarkava, n'a pas couru, mais elle est la sœur de Zarkiya (Catrail), lauréate d'un groupe 3 et 4e de la Poule d'Essai des Pouliches, au sein d'une famille qui est également celle de Zainta (Kahyasi), gagnante des Prix de Diane et Saint-Alary. Après Zarkava, Zarkasha a donné la bonne Zarshana (Sea The Stars), lauréate du Prix Minerve (Gr.3) et mère de Zarir (Frankel) 2e du Prix Ganay, ainsi que, chose plus inhabituelle, un champion de courses d'obstacle, Zarkanda (Azamour).

### Pedigree
| Origines de Zarkava (IRE), jument baie née en 2005 | Origines de Zarkava (IRE), jument baie née en 2005 | Origines de Zarkava (IRE), jument baie née en 2005 | Origines de Zarkava (IRE), jument baie née en 2005 |
| -------------------------------------------------- | -------------------------------------------------- | -------------------------------------------------- | -------------------------------------------------- |
| Père Zamindar                                      | Gone West                                          | Mr. Prospector                                     | Raise a Native                                     |
| Père Zamindar                                      | Gone West                                          | Mr. Prospector                                     | Gold Digger                                        |
| Père Zamindar                                      | Gone West                                          | Secrettame                                         | Secretariat                                        |
| Père Zamindar                                      | Gone West                                          | Secrettame                                         | Tamerett                                           |
| Père Zamindar                                      | Zaizafon                                           | The Minstrel                                       | Northern Dancer                                    |
| Père Zamindar                                      | Zaizafon                                           | The Minstrel                                       | Fleur                                              |
| Père Zamindar                                      | Zaizafon                                           | Mofida                                             | Right Tack                                         |
| Père Zamindar                                      | Zaizafon                                           | Mofida                                             | World Lass                                         |
| Mère Zarkasha                                      | Kahyasi                                            | Ile de Bourbon                                     | Nijinsky                                           |
| Mère Zarkasha                                      | Kahyasi                                            | Ile de Bourbon                                     | Roselière                                          |
| Mère Zarkasha                                      | Kahyasi                                            | Kadissya                                           | Blushing Groom                                     |
| Mère Zarkasha                                      | Kahyasi                                            | Kadissya                                           | Kalkeen                                            |
| Mère Zarkasha                                      | Zarkana                                            | Doyoun                                             | Mill Reef                                          |
| Mère Zarkasha                                      | Zarkana                                            | Doyoun                                             | Dumka                                              |
| Mère Zarkasha                                      | Zarkana                                            | Zarna                                              | Shernazar                                          |
| Mère Zarkasha                                      | Zarkana                                            | Zarna                                              | Zahra (famille 9-c)                                |